# 飛騨古川桃源郷温泉
飛騨古川桃源郷温泉（ひだふるかわとうげんきょうおんせん）は、岐阜県飛騨市古川町黒内にある温泉。

## 泉質
- 弱アルカリ性単純温泉
  - 泉温　26.3℃

## 温泉地
乗鞍岳の麓、神通川水系の殿川沿いの山中に日帰り入浴施設「ぬく森の湯　すぱーふる」と宿泊施設「ホテル季古里」が存在する。
周囲は果樹園が存在している。

## 歴史
「ぬく森の湯　すぱーふる」は1993年（平成5年）にオープンした。

## アクセス
- JR高山本線・飛騨古川駅より車で約10分。

- 東海北陸自動車道飛騨清見ICから卯の花街道経由、車で30分。